# 井本絢子
井本絢子（藝名： Imoto Ayako，1986年1月12日—）是一位日本女演员、登山家、摄影师和搞笑艺人。

## 生平
1986年出生在鸟取县西伯郡伯耆町，父亲是公务员，母亲是护士，家里有一个妹妹。2007年毕业于文教大学。之后通过渡边制作事务所进入演艺界。藝名為本名的相同發音寫做片假名。

## 登山
2009年6月曾经成功登顶乞力马扎罗山后曾表示想登顶珠峰。2014年克服重重努力到达珠穆朗玛峰大本营时，恰好碰到2014年珠穆朗玛峰雪崩事故，于是放弃登顶计划。

## 出演

### 電視劇
- 房仲女王（2016年7月13日－9月14日，日本電視台）：飾演 白洲美加
- 我的彆腳丈夫（2017年7月8日－9月16日，日本電視台）：飾演 町田あかり
- 下町火箭 TBS版電視劇-第2季（2018年10月14日－12月23日，TBS）：飾演 島津裕
- 下町火箭 TBS版電視劇-第2季新春特別編（2019年1月2日，TBS）：飾演 島津裕
- 我的第二青春（2023年10月17日－12月19日，TBS）：飾演 根村眞子
- 東京沙拉碗（2025年1月7日－，NHK）：飾演 清宮百合

### 電視總藝
- 千奇百趣大挑戰（2007年2月4日－，日本電視台）：珍獣獵人井本

## 獎項
- 第90回日劇學院賞 助演女優賞（房仲女王）